# Mason (Wisconsin)
Mason – miasto w Stanach Zjednoczonych, w stanie Wisconsin, w hrabstwie Bayfield.